# August Meinel
August Meinel (* 31. Oktober 1868 in Markneukirchen in Sachsen; † 8. April 1961 in Liestal) war ein in Deutschland geborener Geigenbauer, der in der Schweiz ansässig wurde.

## Leben
August Meinel war der zweite Sohn des  Gitarrenmachers Karl (oder Carl) August Meinel, genannt „Meinel-Fuchs“; und der Bruder von Paul Meinel. Er arbeitete schon in jungen Jahren in der Werkstatt seines Vaters mit. Nach der Schule absolvierte er eine Lehre und besuchte in seinem Heimatort die Musik- und Fachschule für Instrumentenmacher bei Paul Otto Apian-Bennewitz. Seine Wanderjahre führten ihn an verschiedene Orte, zuletzt als Militärmusiker nach Dresden. 1890 kam er in die Schweiz nach Basel und fand dort bei seinem Bruder Paul Meinel eine Anstellung als Geigenreparateur in dessen neugegründetem Geschäft. Nach zwei Jahren wanderte er weiter nach Meran, von wo er nach fünf Jahren zurück in die Schweiz kam. 1902 war er in Liestal Mitbegründer der schweizerischen Geigenbaugesellschaft. Er wurde 1905 technischer Leiter der Gesellschaft und zugleich Dirigent der Stadtmusik. Als sich zwei Jahre später diese Gesellschaft auflöste, übernahm Meinel den Betrieb als Einzelfirma unter der Bezeichnung „Schweizerische Geigenbaugesellschaft A. Meinel & Co“. Er baute zahlreiche Instrumente, von denen einige an Händler gingen, die ihre Firmenzettel einklebten. Er baute unter anderem Gitarren, Lauten und Flachmandolinen nach eigenen Modellen. Ab 1920 hat Meinel jedoch alle seine Instrumente mit dem eigenen Nummernzettel versehen. Dank seines Fleisses hat er es auf mehrere Hundert gebracht. Daneben bildete er auch Schüler aus, darunter Fritz Baumgartner I (Basel), Hans Huber (Flawil), Adolf König (Geigenbauer) (Brienz), Robert Reinert (La-Chaux-de-Fonds), sowie sein Sohn Karl Walter Meinel (* 1895 in Meran). Auch Henry Werro verbrachte kurze Zeit bei ihm. 1955 gab Meinel sein Geschäft auf und starb 1961.